# Gurullos
Los gurullos son una pasta elaborada a partir de harina de trigo, agua y azafrán, de forma ahusada y más o menos un centímetro de longitud, que se utiliza en numerosas recetas de las cocinas típicas de la cocina almeriense, norte de la provincia de Granada, zonas de la provincia de Jaén y de la de Murcia, en el sureste español.

## Características
Los gurullos se utilizan en diversos pucheros, en ocasiones como sustituto del arroz o pasta. El plato más reconocido son los gurullos con conejo o liebre y caracoles, aunque en la costa también se preparan con perdiz, pulpo o jibia. Se elaboran tradicionalmente a mano, tomando pequeños pellizcos de masa y amasándolos entre las palmas de las manos para darles forma de granos de arroz.